# Jalapeño
Jalapeño (Udtale: [hɑlɑˈpɛnjo]? eller [jalaˈpεnjo]?, spansk udtale: [χalaˈpeɲo] ( lyt)) er en lille til mellemstørrelses chilipeber, som er anerkendt for sin varme, brændende følelse, der bliver produceret i munden, når den bliver spist. Modsat af hvad mange tror, ligger Jalapeños i den milde ende i forhold til andre slags chili og er derfor meget ofte den som anvendes til Tex mex og fastfood retter hvor chilismag ønskes.
Smagsstyrken af chili (og tilsvarende fødevarer) måles på den såkaldte scoville-skala. Her placeres jalapeño midt i feltet, med en scoville-værdi på 6-8.000.
Den beslægtede chili habanero topper omkring 350.000 scoville. De stærkeste chilier ligger (i øjeblikket 2024) på 2-3 millioner scoville-enheder.